# Las Canales (Aledo)
Las Canales es una localidad española del municipio de Aledo, perteneciente a la comunidad autónoma de la Región de Murcia.

## Toponimia
El lugar puede encontrarse referido como Las Canales y Canales.

## Historia
Hacia mediados del siglo XIX, el lugar, ya por entonces perteneciente al municipio de Aledo, era referido como una aldea. Aparece descrito en el quinto volumen del Diccionario geográfico-estadístico-histórico de España y sus posesiones de Ultramar de Pascual Madoz con las siguientes palabras:

CANALES: ald. en la prov. de Murcia, part. jud. de Totana, térm. jurisdicional de Aledo.
(Madoz, 1846, p. 389)

En 2023, la entidad singular de población de Las Canales tenía empadronados 98 habitantes, 94 de ellos en el núcleo de población de ese nombre y 4 en diseminado.